# Rosario DeSimone
Rosario DeSimone, cunoscut și ca "The Chief" (n. 11 decembrie 1873, Salaparuta, Sicilia, Regatul Italiei – d. 15 iulie 1946, Downey, California, SUA) a fost un gangster american, de origine italiană, capul familiei mafiote din Los Angeles din cadrul organizației La Cosa Nostra din 1922 până în 1925. Astăzi familia este condusă de Peter Milano. Rosario a fost tatăl viitorului șef mafiot din California, Frank DeSimone . 